# Théo Klein
Pour les articles homonymes, voir Théo Klein (1913-2007) et Klein.
Théo Klein, de son nom complet Théodore Klein, né le 25 juin 1920 à Paris (France) et mort le 28 janvier 2020 dans la même ville, est un avocat français qui a notamment exercé, de 1983 à 1989, les fonctions de président du Conseil représentatif des institutions juives de France (CRIF).
Défenseur du projet sioniste autant que patriote français, Théo Klein n'a jamais cessé de se faire l'avocat des valeurs laïques et républicaines françaises. Auteur de plusieurs ouvrages, il est l'un des principaux représentants du judaïsme libéral en France. Il tient des positions critiques sur la politique extérieure d'Israël et sur ses soutiens inconditionnels.

## Biographie

### Origines et études
Né dans le 10e arrondissement de Paris, Théo Klein est de nationalités française et israélienne.
Arrière-petit fils du grand rabbin de Colmar Salomon Klein, et fils de médecin, Théodore Klein naît dans une famille juive alsacienne très enracinée dans la double fidélité à la tradition juive et à la République.
Il étudie à l'École Maïmonide. Il obtient son baccalauréat quelques semaines avant le déclenchement de la Seconde Guerre mondiale. Il est licencié en droit, diplômé de l'École libre des sciences politiques.
Théo Klein a connu la guerre, l’Occupation, la tragédie des années brunes avant de s’engager pour un judaïsme ouvert, critique, de pluralité dans une vision toute personnelle de l’avenir du peuple juif.

### Scoutisme et Résistance
Théo Klein pratique le scoutisme au sein des Éclaireurs israélites de France sous le totem de « Faucheux » avant la Seconde Guerre mondiale à Paris puis à Vichy.
Commissaire local à Marseille en 1941-1942, il intègre le réseau « La Sixième » et devient responsable du secteur de Grenoble.
Il a été, durant les années 1942/1944, l’un des responsables de la Résistance juive en France. Il est chargé de la direction du service des faux papiers de la Sixième de Grenoble et de la région Sud-Est. Il a participé au sauvetage de centaines d’enfants Juifs en zone Sud en organisant des convois pour la Suisse,. C’est pendant ces années de Résistance qu’il rencontre sa première épouse, Liliane Klein-Lieber, avec qui il aura ses trois premiers enfants. Il adoptera la fille de sa 2ème épouse. Il a été le premier président des Anciens de la résistance juive (ARJ).

### Avocat
Théo Klein est avocat à la Cour d'appel de Paris en 1945 et inscrit au barreau israélien à partir de 1970, ainsi que membre de la Cour d'arbitrage internationale de la Chambre de commerce internationale (CCI/ICC).
En 1978, il a fondé le cabinet d'avocats Klein & Associés, actuellement dénommé Klein Wenner.

### Organisations juives
Théo Klein a participé à la reconstruction du judaïsme français à la Libération en occupant des postes à responsabilités dans de nombreuses organisations juives.
De 1945 à 1950, il est président de l'Union des étudiants juifs de France dont il est un cofondateur.
De 1970 à 1973, Théo Klein est vice-président du Conseil représentatif des institutions juives de France (CRIF) puis président de 1983 à 1989. Il crée le dîner du CRIF en 1985. Il a été aussi président du Congrès juif européen.
En mars 2012, dans une lettre adressée à Richard Prasquier, alors président du CRIF, Théo Klein rompt les liens avec le conseil juif en reprochant à ce dernier de participer à la campagne contre le journaliste de France Télévisions Charles Enderlin, dans l'affaire Mohammed al-Durah.
Dans les années 80, avec Jacques Chirac, Jack Lang et Claude-Gérard Marcus, il a été l’un des principaux acteurs de la création du Musée d'art et d'histoire du judaïsme à Paris. Il en sera vice-président de 1988 à 2001, puis président de 2001 à 2011. Grand collectionneur, il a enrichi la collection du musée par des dons très importants – portrait en bas-relief de Theodor Herzl par Boris Schatz (1866-1932), planches de Jules Grandjouan (1875-1968) illustrant les pogroms de Kichinev de 1903 et 1905 – de 480 photographies anciennes de la Palestine à la fin du XIXe siècle et de plusieurs centaines d’ouvrages anciens et rares.

### Affaire du Carmel d’Auschwitz
Théo Klein a été membre du Comité international du Musée national Auschwitz-Birkenau et président du jury du « prix Mémoire de la Shoah » jusqu’à sa dissolution en 2009. Il a initié et organisé la négociation judéo-catholique en vue de la solution de l'« affaire du Carmel d'Auschwitz ». Avec le cardinal Albert Decourtray et le cardinal Jean-Marie Lustiger, il a coprésidé le groupe de contact qui a permis l'élaboration puis l'exécution des accords bilatéraux et l’installation des sœurs carmélites à l'extérieur du camp de concentration et d'extermination d'Auschwitz. Sur ordre de Jean Paul II, les religieuses déménagent en 1993.
Après sa retraite, Théo Klein consacre son activité personnelle à diverses interventions dans les médias et dans des colloques et séminaires (notamment concernant la relation Israël-Palestine).

### Mort
Théo Klein meurt le 28 janvier 2020 à Paris à l’âge de 99 ans. Il est inhumé au cimetière du Montparnasse le 5 février 2020.

## Décoration
- Officier de la Légion d'honneur

## Publications
- Deux vérités en face, avec Hamadi Essid, 1988  (ISBN 978-2867051166)
- L'Affaire du Carmel d'Auschwitz, avec Jules Chancel, Calmann-Lévy, 1991  (ISBN 978-2879490007)
- Le Manifeste d’un juif libre, 2002  (ISBN 978-2867463037)
- Une manière d’être juif, conversations avec Jean Bothorel, éd. Fayard, 2007  (ISBN 978-2213630243)
- Sortir du ghetto, 2007  (ISBN 978-2867464751)
- Israël survivra-t-il, avec Antoine Sfeir et Joseph Vebret (préface), éd. L’archipel, 2008  (ISBN 978-2809800357)
- Le Conflit israélo-arabe. Quelles sources ? Quelles solutions ?, avec Ahmed Youssef, éd. du Rocher, 2010  (ISBN 978-2268070285)